# Vårdnära service
Vårdnära service är ett begrepp som beskriver olika tjänster och funktioner inom hälso- och sjukvården, där medarbetarna inte ingår i vård- och omsorgspersonalen utan är en egen yrkesgrupp med speciell kompetens och utbildning.
I en rapport från Sveriges kommuner och landsting, SKL definieras begreppet som "de arbetsuppgifter som kan utföras på enheten och i anlutning till patienten av personal med servicekompetens". Rapporten nämner speciellt exempel på fyra områden som är vanliga för vårdnära service: Lokalvård i vård- och omsorgslokaler, mat- och måltidshantering, förråd på en avdelning samt transporter av patienter och prover.
En bärande tanke bakom den vårdnära servicen är att den sjukvårdsutbildade personalen, till exempel sjuksköterskor och undersköterskor, ska få möjlighet att arbeta med uppgifter som kräver just sjukvårdskompetens, medan den personal som arbetar med vårdnära service har utbildning och professionell kompetens för just serviceuppgifterna på vårdavdelningar och mottagningar.
Vårdnära service ska inte blandas ihop med begreppet facility management, som är mer inriktat på tekniska tjänster, fastighetsskötsel och receptionsservice, utan är helt relaterat till tjänster och situationer där personal möter patienter och brukare inom hälso- och sjukvård samt omsorg. Den vårdnära servicen skiljer sig även från annan serviceverksamhet inom sjukvården, genom att medarbetarna är knutna till vårdavdelningar eller mottagningar där de har en direkt kontakt med patienterna trots att de inte tillhör sjukvårdspersonalen. 
Utvecklingen att vårdverksamheter bemannas med speciell personal som arbetar nära vårdpersonalen, men utan att direkt delta i vårdarbetet, är internationell. Även flera av de svenska landstingen och regionerna arbetar med att utveckla vårdnära service. 
Bemanningen och yrkesfördelningen inom vården är en fråga som ofta akutaliseras. Många vårdgivare har svårt att rekrytera kvalificerad och specialiserad vårdpersonal, samtidigt som vårdutbildade används för arbetsuppgifter som inte kräver sjukvårdskompetens. En utredning som gjorts inom Uppsala läns landsting visar att vårdpersonal på en avdelning med 15 vårdplatser lägger sammanlagt ungefär tre heltidstjänster per vecka på olika servicetjänster som inte kräver vårdutbildning. Den statliga utredningen Effektiv vård skrev i sitt betänkande i januari 2016 att det finns goda möjligheter att sträva mot en omfördelning och renodlig av arbetsuppgifterna inom vården, och att det säkerligen finns utrymme för effektiviseringar.

## Svenska exempel
I Sverige arbetar flera företag, bland dem serviceföretaget ISS Facility Services och utbildningsföretaget MedLearn med vårdnära servicetjänster åt landsting och regioner.
Några exempel är Region Östergötland, Norrbottens läns landsting har använt vårdnära service för att utveckla arbetet vid Kalix sjukhus och Sunderby sjukhus., samt Region Jämtland Härjedalen. Där har ett 30-tal medarbetare arbetat med vårdnära service på 13 vårdavdelningar på Östersunds sjukhus. Utvärderingar har visat sig förbättra kvalitén i vården, bland annat genom att vissa arbetsuppgifter som inte gjordes tidigare nu blir utförda.
Vid Astrid Lindgrens barnsjukhus neonatalavdelning vid Danderyds sjukhus utanför Stockholm har ISS Facility Services anlitats för ett projekt där medarbetare som arbetar med vårdnära service har övertagit arbetsuppgifter som annars utförs av vårdpersonal. Utvärderingen visar på positiva effekter både för vårdhygienen på avdelningen, vårdpersonalens korttidsfrånvaro och nöjdhet, antalet öppna vårdplatser samt kvalitén på städningen.

## Internationellt
Motsvarande utveckling pågår även internationellt. Till exempel har Waterlandsjukhuset norr om Amsterdam i Nederländerna utvecklat systemet med vårdnära service, och skapat en ny yrkesgrupp. Där betraktas servicemedarbetarna som en egen kompetens, med tydligt definierade kompetenskrav och arbetsuppgifter. Viss personal med vårdutbildning har ersatts av servicepersonal, med resultatet att man har minskat de totala personalkostnaderna, frigjort kvalificerad vårdpersonal för andra uppgifter och samtidigt ökat patientnöjdheten.